# Ole Kollerød
Ole Kollerød (f. 1802, død 17. november 1840. Han hed egentlig Pedersen) var en indbrudstyv og morder, som i 1840 blev halshugget på Amager Fælled. Han myrdede i 1837 papirkusken på Nymølle, da han var brudt ind på dennes værelse for at stjæle hans ejendele. Ole kom oprindelig fra Kollerød nord for København, deraf navnet Ole (fra) Kollerød.
Han nedskrev i fængslet sin selvbiografi (udgivet 1978), som giver et sjældent indblik i dagliglivet for en person der befandt sig i bunden af guldalderens samfund.